# Станіслав-Август Понятовський
Станісла́в А́вґуст Понято́вський (пол. Stanisław August Poniatowski; 17 січня 1732 — 12 лютого 1798) — останній король польський, великий князь литовський і великий князь руський (1764—1795), правитель Республіки Обох Націй (Речі Посполитої).
Представник польського шляхетського роду Понятовських. Народився у Вовчині, Берестейське воєводство, Литва. Син мазовецького воєводи Станіслава Понятовського і Констанції Чарторийської. Здобув добру освіту; багато подорожував Західною Європою. 1750 року обраний на надзвичайний сейм Речі Посполитої від Закрочимської землі. Був полковником ланового реґіменту, ломжинським комісаром Радомського скарбового трибуналу (1751), великим литовським стольником (1755), перемишльським старостою (1756–1764). Брав участь у Гродненському сеймі (1752), був залучений до Головного литовського трибуналу у Вільні (1755). Працював секретарем у британського посланника в Російській імперії Ч. Уїльямса. Став фаворитом майбутньої імператриці Катерини ІІ. Призначений дипломатичним представником короля Авґуста III (1756), проте за підозрою у причетності до політичних інтриг видалений із Санкт-Петербурга російською імператрицею Єлизаветою (1758). Обраний на польський престол за підтримки Катерини II та прусського короля Фрідріха II. Надав православним і протестантам рівні права з римо-католиками (1768). Проводив реформування в усіх сферах політично-суспільного життя. Заснував Лицарську школу — кадетський корпус, порцеляновий завод, національний театр, монетний двір, палацово-парковий комплекс Лазенки. Зібрав цінні колекції старожитностей і бібліотеку. Забезпечив докладний картографічний опис теренів Речі Посполитої. Спирався на іноземну допомогу в конфлікті з Барською конфедерацією (з 1768). Визнав російські, прусські та австрійські загарбання, що зрештою призвело до ліквідації його держави. Був одним з авторів Конституції Речі Посполитої (1791), але зрікся цього акта та приєднався до Тарговицької конфедерації (1792). Фактично підкорився повстанню Костюшка, хоча й заявив про його недоречність (1794). Виступив посередником у капітуляції Варшави перед військами Суворова. Конвойований до Гродна за наказом Катерини II й детронізований (1795). Переїхав до Санкт-Петербурга на запрошення російського імператора Павла I, де й помер. Похований у петербурзькій католицькій церкві Св. Катерини. Перепохований у Вовчині (1938), а згодом — у варшавському Катедральному соборі Івана Хрестителя (1995). Нагороджений орденами Білого орла (1755), Чорного орла (1764), Св. апостола Андрія Первозванного з діамантами (1787), удостоєний почесного членства Петербурзької АН (1777), член АН у Берліні (1791).

## Імена
- Станісла́в-А́вгуст[4]
- Станісла́в II А́вгуст[4]
- А́вгуст IV[4]
- Станісла́в-Анто́ній Понято́вський (до 1764)[4]

## Життєпис
Станіслав-Август Понятовський народився 17 січня 1732 року в маєтку Вовчині, Берестейського повіту Берестейське воєводство, Великого князівства Литовського (нині Кам'янецький район Берестейської області Білорусі). Його батьком був мазовецький воєвода Станіслав Понятовський, що згодом став краківським каштеляном. Матір'ю була княгиня Констанція Чарторийська.
Дістав добру освіту. Станіслава-Августа виховувано переважно у Гданську (1733—1739), і тимчасово утримувано в Кам'янці (1735). Він навчався у Варшавському колегіумі чернечого театинського ордену. Хлопець студіював логіку та математику на лекціях російського міністра у Варшаві графа Г.-К. Кейзерлінга (з 1744).
1748 року Станіслав-Август взяв участь в експедиційному корпусі князя Василя Репніна в західноєвропейському поході (1748). Багато подорожував Західною Європою: Німеччиною, Австрією, Голландією, Францією, Великою Британією.

### Початок політичної кар'єри
1750 року його обрано на надзвичайний сейм Речі Посполитої від Закрочимської землі.
1752 року, у 20-річному віці, звернув на себе увагу в Сеймі Речі Посполитої своїми ораторськими здібностями (посол до Сейму від Берестейського воєводства).
Був полковником ланового регіменту, ломжинським комісаром Радомського скарбового трибуналу (1751), великим литовським стольником (1755), перемиським старостою (1756–1764). Брав участь у Гродненському сеймі (1752), його залучено до Головного Литовського трибуналу у Вільні (1755).
Працював секретарем у британського посланця в Російській імперії Чарльза Вільямса. У 1757–1762 роках — польсько-саксонський посол у Росії.
Зробився фаворитом княгині, майбутньої імператриці Катерини ІІ. Призначений дипломатичним представником короля Августа III (1756), проте за підозрою в причетності до політичних інтриг його видалила з Санкт-Петербурга російська імператриця Єлизавета (1758).

### Урядування
У 1764 році його обрано на короля за підтримки російської імператриці Катерини II та прусського короля Фрідріха II.
Надав православним та протестантам рівні права з римокатоликами (1768). Проводив реформування в усіх сферах політично-суспільного життя. Заснував Лицарську школу — кадетський корпус, порцелянову фабрику, національний театр, монетний двір, палацово-парковий комплекс Лазенки. Зібрав цінні колекції старожитностей і бібліотеку. Забезпечив докладний картографічний опис теренів Речі Посполитої. Спирався на чужоземну допомогу в конфлікті з Барською конфедерацією (з 1768).
На перші роки його врядування припали Барська конфедерація і Коліївщина (1768), що спричинило перший поділ Польщі 1772 року.
Визнав чинними російські, прусські та австрійські загарбання, що зрештою призвело до ліквідації його держави.
Був одним із авторів Конституції Речі Посполитої (1791), але зрікся того акту та приєднався до Тарговицької конфедерації (1792).
У політиці орієнтувався на Росію, що зумовило, зокрема, після другого поділу Речі Посполитої (1793 р.), цілковиту втрату його авторитету.
Фактично підкорився повстанню Костюшка, хоча й заявив про його недоречність (1794). Виступив посередником у капітуляції Варшави перед Олександром Суворовим. Після третього поділу Речі Посполитої, був змушений 25 листопада 1795 року зректися престолу. Конвойований до Городні за наказом Катерини II та детронізований (1795).

### Останні роки життя

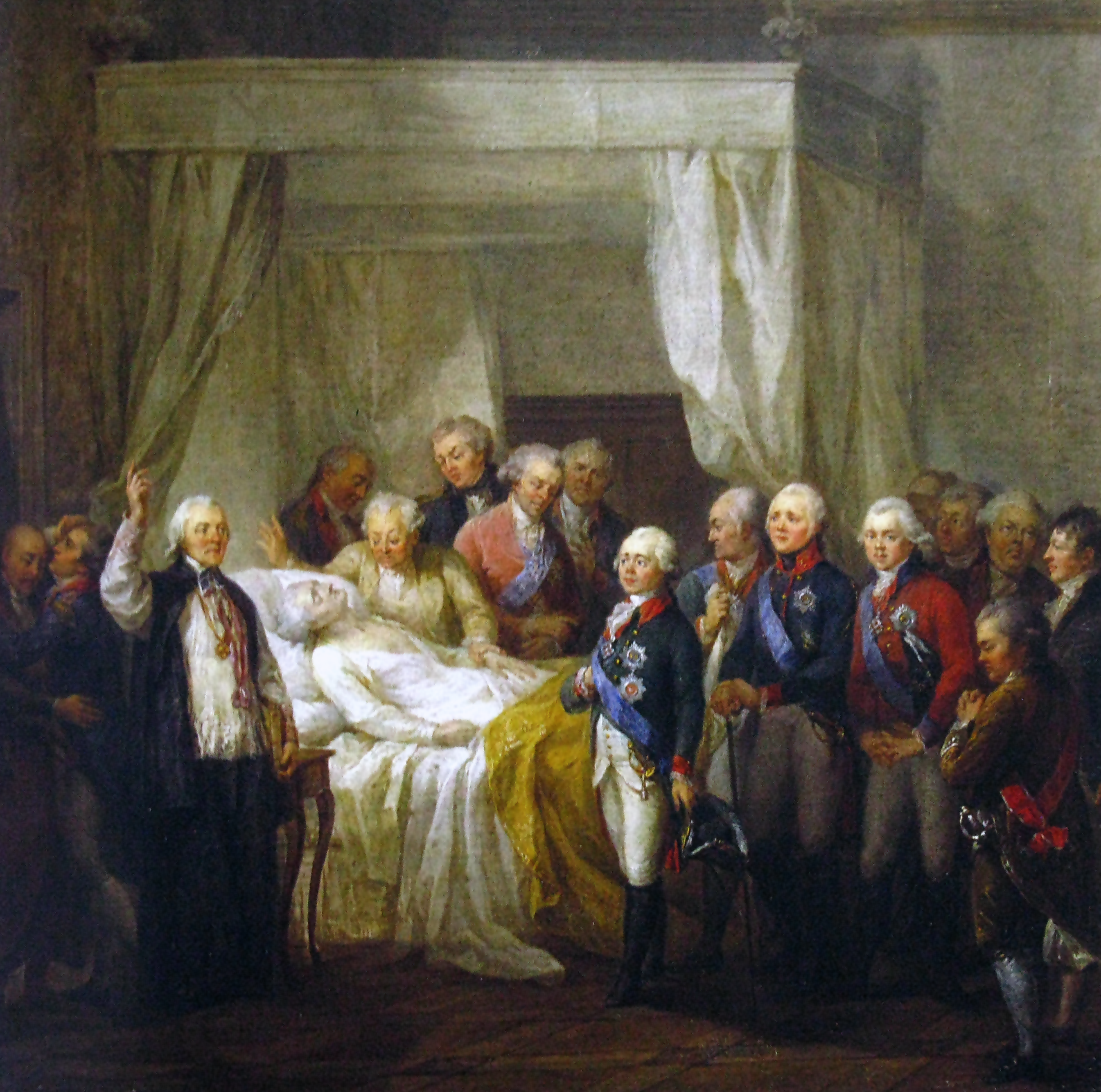
Понятовський на смертному одрі, 1798 р., художник Баччареллі

Після відречення мешкав у Городні. Болюче пережив втрату трону, писав в листах, що він тепер не що інше, як подоба померлого, скаржився на тиск та стеження з боку росіян. Мав намір виїхати до Італії, але отримав запрошення від Павла I, яке скоріше було наказом, переїхати до Петербурга. В листі до племінника Юзефа писав:
|  | Всі мої листи розкривають, а мене просять писати як можливо менше |

Помер у Санкт-Петербурзі. Поховано в католицькому Храмі святої Катерини Олександрійської. Після смерті в казні колишнього короля було знайдено 123 дуката при боргах в 34 000 дукатів. Частину боргів закрили розпродавши його багату колекцію творів мистецтва, залишок списали дипломатичним шляхом.

### Критики
Сучасники критично оцінювали діяльність Понятовського та його надмірну зацікавленість предметами мистецтва, зазначавши, що йому краще було б мати трон на Парнасі, ніж в реальному світі. Також відомий вислів — «В Росії баба — король, а в Польщі король — баба», якраз про період правління Станіслава-Августа Понятовського та Катерини ІІ, зв'язок з якою також закидали королю як причину трагедії Польщі.

## Перепоховання
1938 року Сталін рештки короля передав польському уряду. 30 липня 1938 року прах короля вивезено до Польщі. Рештки зберігалися в Троїцькому костелі селища Вовчин на річці Пульва за 35 км від Берестя, де раніше стояв родовий маєток Станіслава II Августа Понятовського. Після початку другої світової війни Вовчин потрапив у число територій, приєднаних до Білоруської РСР. У середині 50-х років XX століття костел вилучено з державного реєстру історико-архітектурних пам'яток, використовувано як склад. Поховання Станіслава II Августа Понятовського розграбовано.
Жовтень 1988 р. — польський уряд звернувся до Михайла Горбачова з проханням дати змогу перепоховати прах Станіслава II Августа у Варшаві. Радянська археологічна експедиція на місці поховання виявила фрагменти одягу, взуття короля, частини коронаційного плаща. Про те, що стало з забальзамованим тілом, бронзовою короною з позолотою відомо лише з чуток. Грудень 1988 р. усе, що збереглося, повернуто польській стороні. Прах короля покоїться у варшавському Катедральному соборі Івана Хрестителя (1995).

## Королівська бібліотека
Велику книгозбірню Станіслава II Августа Понятовського передали Найвищій Волинській гімназії у Кременець 1805 року. Після Листопадового повстання ліцей було закрито, і він став матеріальною базою для новозаснованого Університету Св. Володимира. Після Революції фонди з університетської бібліотеки передано до Національної бібліотеки імені Вернадського, де вона зберігається дотепер.

## Колекція старожитностей
З часів юності майбутній король був пристрасним колекціонером живопису, монет, камей та інших витворів мистецтва. Перше полотно для своєї колекції Понятовський придбав у Брюсселі у 1748 році у віці 16 років. Надалі вивчення старожитностей та художніх цінностей стало його величезним захопленням. Також збірка короля мала й навчальне значення. В кінці правління колекція Понятовського вміщала 2289 картин, 8000 античних монет, 30 000 гравюр. Загалом зібрання налічувало близько 100 тисяч предметів. Особливу цікавість викликає велике зібрання рідкісних гем — камей та інталій від античних до європейських  ХVІ—ХVІІІ століть. Після відречення від трону Станіслав-Август, не маючи можливості розплатитися грошима, подарував 180 картин людям з свого оточення замість платні за службу. У цей же час частина колекції — дорогоцінний посуд, різноманітні  рідкості — було розпродано, дещо розкрадено. Мармурові копії відомих скульптур, деякі полотна опинилися в колекціях Потоцьких, Лянцкоронських, Радзивілів. Після переїзду до Петербургу Понятовський перевозить туди і частину своєї колекції. Він представляє російським вельможам такі шедеври з свого зібрання як «Амур» Гвідо Рені або «Наруга над Христом» школи Рембрандта, деякі з них дарує петербурзьким меценатам, а імператору Павлу І дістаються монументальні скульптурні групи, які й досі знаходяться в Ермітажі. Після смерті Понятовського  для покриття його боргів колекція була розпродана, частина відійшла до племінника короля — Станіслава Понятовського, багато екземплярів потрапили до зібрань провідних музеїв світу, але доля багатьох предметів невідома.

## Титул
- Dei Gratia Rex Fidei Defensor Poloniae, Magnus Dux Lithuaniae, Russiae, Prussiae, Masoviae, Samogitiae, Kijoviae, Volhyniae, Podoliae, Podlachiae, Livoniae, Smolensciae, Severiae et Czerniechoviae

Повний титул: польською — Z Bożej łaski i woli narodu król Polski, wielki książę litewski, ruski, pruski, mazowiecki, żmudzki, kijowski, wołyński, podolski, podlaski, inflancki, smoleński, siewierski i czernihowski etc. etc.
Українською: Божою Ласкою і волею народу король Польщі, Великий князь Литовський, Руський, Прусський, Мазовецький, Жмудський, Київський, Волинський, Подільський, Підляський, Інфлянтський, Смоленський, Сіверський, Чернігівський та ін.

## Нагороди та звання
Нагороджений орденами Білого орла (1755), Чорного орла (1764), святого апостола Андрія Первозванного з діамантами (1787), удостоєний почесного членства Петербурзької АН (1777), член АН у Берліні (1791).

## Праці
- Mémoires, t. 1—2. St.-Pétersburg—Leningrad, 1914—1924.